# Општина Мирна Печ
Општина Мирна Печ (словен. Mirna Peč) је једна од општина Југоисточне Словеније у држави Словенији. Седиште општине је истоимени градић Мирна Печ.

## Природне одлике
Рељеф: Општина Мирна Печ налази се у јужном делу државе, у области Долењска. Општина је брдско-планинског карактера и са особеношћу краса. Општину чине три мања крашка поља са околним висовима.
Клима: У општини влада умерено континентална клима.
Воде: Најзначајнији водоток је речица-понорница Теменица.

## Становништво
Општина Мирна Печ је средње густо насељена.

## Насеља општине
| - Бишка Вас - Велики Кал - Врхово при Мирни Печи - Врхпеч - Глобочдол - Голобињек - Горењи Глободол | - Горењи Подборшт - Горишка Вас - Грч Врх - Долења Вас при Мирни Печи - Долењи Глободол - Долењи Подборшт - Јаблан | - Јелше - Јорданкал - Маленска Вас - Мали Кал - Мали Врх - Мирна Печ - Оркљевец | - Пољане при Мирни Печи - Село при Загорици - Средњи Глободол - Хмељчич - Храстје при Мирни Печи - Чемше - Шентјуриј на Долењскем |  |